# Mosteiro de Santo Estêvão de Ribas de Sil
O mosteiro de Santo Estêvão de Ribas de Sil (em galego: mosteiro de Santo Estevo de Ribas de Sil; em castelhano: monasterio de San Esteban de Ribas de Sil) é um antigo mosteiro beneditino de três claustros situado em Nogueira de Ramuín, na província de Ourense. Foi reabilitado como estabelecimento hoteleiro pela Junta da Galiza e cedido a Paradores de Turismo da Espanha. É considerado um bem de interesse cultural.

## História
As origens se remontam na nevoenta época do eremitismo cristão no período do Reino Suevo impulsionado por Martinho de Dume que teve um enclave privilegiado na Ribeira Sacra. Porém não será até 921 quando se tem a primeira testemunha documental; trata-se de uma autorização do rei da Galiza Ordonho II ao abade Franquila para a reconstrução de um cenóbio muito antigo dedicado ao primeiro mártir do cristianismo, Santo Estêvão.
Quando a regra de Bento de Núrsia começou a espalhar-se, avançando ao século X, em Galiza, este mosteiro apareceu como um dos grandes centros monásticos do Reino da Galiza após o impulso dado ao monasticismo por Aldara de Celanova e o seu filho Rosendo de Celanova. Dessa época foi a tradição que falava da retirada de nove bispos a este mosteiro, assim como da possível residência da rainha Goto nele, após a morte do seu marido o rei da Galiza Sancho Ordonhes. Os nomes dos nove bispos eram Vimarasio, Gonçalo, Osório, Froalengo, Servando, Viliulfo, Paio, Afonso e Pedro. Procediam das dioceses de Coimbra, Ourense, Iria Flávia e Astorga. Todos eles foram tidos por santos pela veneração popular, o que fez de Santo Estêvão de Ribas de Sil um centro de peregrinação.
O rei da Galiza e Leão Afonso IX dotou de um amplo couto jurisdicional, que fez deste mosteiro não só um centro de estudo, oração, esmola e hospitalidade senão também um núcleo de poder feudal livre do domínio senhorial. Entre os seus priorados estavam outras importantes comunidades (como o mosteiro de Santa Cristina de Ribas de Sil e o mosteiro de São Vicente de Pombeiro, também na Ribeira Sacra) todos eles catalisadores de actividades agrícolas, florestais e artesanais, para além das propriamente culturais e religiosas.
As medidas políticas dos Reis Católicos, com submetimento dos mosteiros do Reino da Galiza às novas cabeceiras castelhanas, fizeram que este fosse integrado na Congregação de Valedolide. Após a agitação dos últimos anos da Idade Média (revolução irmandinha, descabeçamento da nobreza galega, implantação da Santa Irmandade e da Real Audiência do Reino da Galiza, resplandeceu um período de estabilidade e boas colheitas que propiciaram uma importante renovação arquitectónica em estilo renascentista e barroco. A chegada do abade de São Martinho Pinário e de Frei Juan de Corcuera, encarregados de aplicar a reforma beneditina nos mosteiros desta ordem no Reino da Galiza, impulsionaram as obras de reforma sobre a estrutura medieval.
A desamortização acabaria com o esplendor deste mosteiro. Foi iniciativa de Aurelio Miras Portugal, de acordo com o bispo de Ourense monsenhor Carlos Osoro, levar a cabo a sua reabilitação integral para uso hoteleiro em 1998, o que permite que em 2004, mediante convénio com a Junta da Galiza, o Estado Espanhol instalasse nele um Parador de Turismo para a dinamização turística da Ribeira Sacra.
O projecto de reabilitação foi redigido pelo arquitecto Alfredo Freixedo Alemparte.

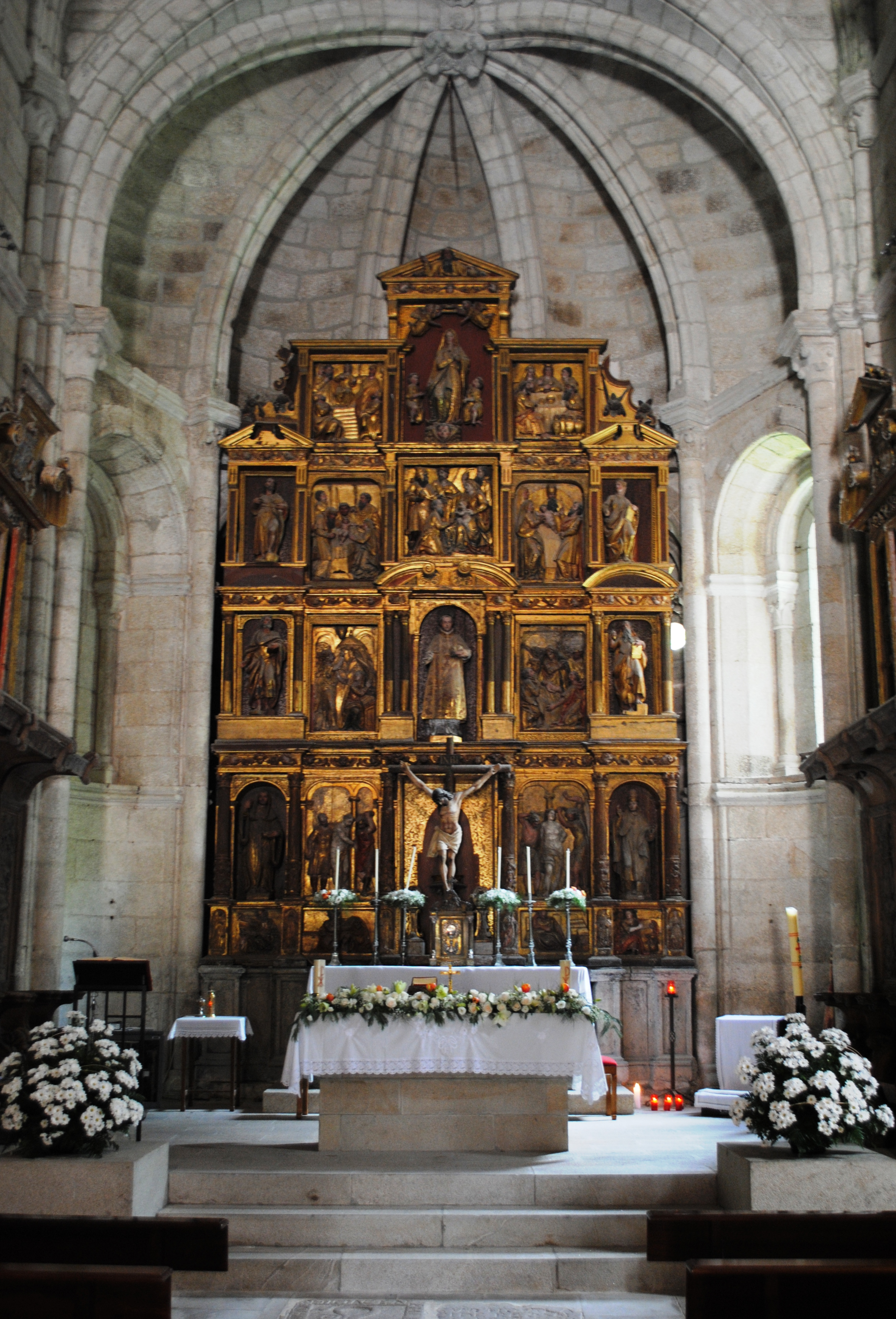
Retábulo.

## Arquitectura
A Igreja é de estilo românico e protogótico. A actual igreja encetou-se em 1183 e consta de três naves e uma tripla abside semicircular. As três naves estão cobertas por abóbada em cruzaria. A abside central apresenta uma peculiaridade de ser mais baixa que as laterais. A fachada é simples e de uma época posterior (século XVIII), presidida por uma imagem do Santo Estêvão e enquadrada por sendas torres piramidais e balcões corridos. No interior o retábulo de quatro corpos foi obra de Juán de Angés. Salienta-se um retábulo de pedra medieval onde representa Jesus Cristo com os doze apóstolos.
O claustro processional ou dos Bispos apresenta arcos de meio ponto românicos na planta baixa e arcos de tipo carpanel renascentistas na superior, coroada por uma obra de traceria típica de um gótico florido tardio. Sustêm a estrutura contraforte de secção prismática. No século XVI a cobertura de madeira foi substituída por abóbadas de cruzaria estrelada.
O claustro da Portaria, de grandes dimensões e com alas distribuídas em três corpos, e um terceiro claustro, de dois corpos, têm influência herreriana da mão de Diego de Isla com arcos de meio ponto.
A cozinha é de planta quadrada e está coberta por abóbadas de cruzaria encolada de arcos de meio ponto.

## Galeria
- Claustro grande.
- Claustro dos bispos.
- Claustro pequeno.